# Yuka Nogami
Yuka Nogami (野上 ゆか?, Nogami Yuka) è un personaggio del fumetto City Hunter. Pur essendo ancora una teenager, è un'affermata scrittrice di gialli. Fa il suo ingresso nella vita di Ryo perché, avendo sentito parlare di lui dalle altre due sorelle Nogami, Reika e Saeko, vuole usarlo come il personaggio del suo prossimo best seller. Per fare ciò si mette in testa di andare a vivere con lui. Questo creerà alcuni problemini a Ryo, a cominciare dal fatto che il padre, il commissario Nogami, penserà che egli abbia sedotto la giovane figlia e gli chiederà di assumersi le sue responsabilità. 
La perspicace ragazzina capisce subito il sentimento che lega Ryo e Kaori, anche se questi si rifiutano di ammetterlo.
Alla fine Yuka rinuncerà al suo progetto, dopo aver appreso che un romanzo su City Hunter potrebbe mettere in difficoltà sia Ryo che Kaori.